# Opuntia apurimacensis
Opuntia apurimacensis es una especie de planta con flor del género Opuntia, de la familia Cactaceae.

## Distribución
Opuntia apurimacensis se distribuye por Perú.y Bolivia .

## Taxonomía
Fue descrita científicamente por F.Ritter, R.Crook & Mottram.